# La obra (cuento)
La obra (Der Bau) es un relato inacabado que Franz Kafka escribió en Berlín al final de su vida, entre 1923 y 1924. Muchos afirman que éste fue el último texto que escribió Kafka. Fue integrado en el volumen póstumo Descripción de una lucha por Max Brod, quien también le puso título. En castellano dicho título ha sido traducido como La madriguera, La construcción, La guarida o La obra.
El protagonista de este relato, un roedor, es el constante artífice de una cada vez más compleja excavación de túneles a la que dedica su vida y todas sus preocupaciones. En todo el texto, narrado en primera persona, aparece la idea obsesiva de que la compleja obra arquitectónica, la madriguera, será atacada por potenciales enemigos que en ningún momento dan reales indicios de existencia.
Lo curioso es que la guarida, creada con un constante y paranoico afán de perfección, no provoca en su autor la paz y el sosiego que él espera encontrar allí; más bien, le causa angustias cada vez mayores: incluso ahora, que está en su apogeo, mi vida apenas cuenta con una hora de tranquilidad, dice el protagonista innominado.
Es comúnmente aceptado que La obra es una alegoría de la creación literaria de Kafka y de las obsesiones que en el autor originaba, pero muchos lectores encontrarán sin dificultad en esta narración una metáfora del ser humano y de la civilización, refugio y al mismo tiempo origen de la mayor parte de sus problemas (en definitiva, la crisis del hombre civilizado).
Luego de La metamorfosis, éste es el relato más extenso que Franz Kafka escribió.

## Ediciones en español
La obra es incluida en la mayoría de las ediciones en castellano de las obras completas o los relatos completos de Kafka. El relato también cuenta con una edición propia, autónoma, publicada por el sello argentino La Compañía bajo el título La madriguera.

## Citas
Si hubiera realizado la obra con el único fin de dar protección a mi vida, no me habría engañado, desde luego, pero la relación entre el ingente trabajo y la seguridad real, al menos hasta donde soy capaz de percibirla y de beneficiarme de ella, no sería favorable para mí…¡Pero es que la obra no es sólo un agujero para ponerse a salvo!... cuando me hallo en la plaza de armas, digo, la idea de la seguridad queda lejos de mí, y siento que ésta es la fortaleza que he arrancado a la reacia tierra, a fuerza de arañarla y de morderla, de pisotearla y empujarla, una fortaleza, ésta mía, que de ningún modo puede pertenecer a otro, y que es tan mía que al fin y al cabo puedo soportar tranquilamente la herida mortal de mi enemigo, puesto que mi sangre se filtrará aquí en mi tierra y no se perderá.
Franz Kafka: Der Bau